# شاط (یمن)
 شاط  دهستان کوچکی از توابع استان اَبیَن در کشور یمن و در شبه جزیره عربستان واقع می‌باشد.

## جمعیت
جمعیت این دهستان در حدود ۸۵۵ نفر می‌باشد. ساکنان این دهستان از اهل سنت از شاخه شافعی هستند یعنی از پیروان امام محمد ادریس شافعی هستند و بزبان عربی تکلم می‌کنند.

## منبع
- المقحفی، ابراهیم، احمد ، (مُعجَم المُدُن وَالقَبائِل الیَمَنِیَة) ، منشورات دار الحکمة، صنعاء، چاپ پنجم، وانتشار سال ۱۹۸۵ میلادی به (عربی).